# Mouvement fédéraliste mondial

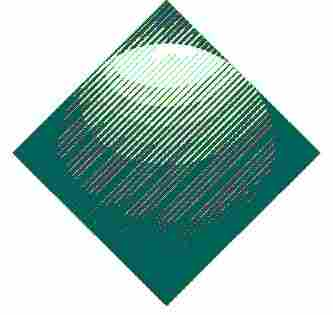
Logo du World Federalist Movement (WFM) en 2014.

Le mouvement fédéraliste mondial ou World Federalist Movement en anglais, est une organisation internationale qui rassemble des associations et des citoyens.

## Définition du mouvement
Le siège du mouvement est situé à New York, non loin du siège des Nations unies. Fondé en 1947 à Montreux, en Suisse, sous le nom de Mouvement universel pour une Confédération mondiale, le mouvement a pour objectif « un ordre mondial juste à travers des Nations unies renforcées ». Le WFM demande un gouvernement mondial fédéral, permettant de mener des politiques globales sur le principe de l'État de droit. Il s'agit d'un mouvement promondialiste militant en faveur d'un fédéralisme intégral. Cet objectif pourrait être accompli en renforçant et en démocratisant les institutions internationales existantes en leur conférant une autorité constitutionnelle. Les fédéralistes mondiaux soutiennent la création de structures démocratiques mondiales responsables devant les citoyens.

## Organisations affiliées
- Union des fédéralistes européens
- Jeunes Européens fédéralistes
- Coalition pour la Cour pénale internationale